# Salmon Air
Salmon Air ist eine US-amerikanische Regionalfluggesellschaft mit Sitz und Heimatbasis in Salmon (Idaho).

## Geschichte
Salmon Air wurde 1960 gegründet.

## Flotte
Mit Stand Juli 2013 besteht die Flotte der Salmon Air aus drei Flugzeugen:
- 1 Cessna 188
- 1 Cessna 206
- 1 Cessna 207

### Ehemalige Flugzeugtypen
- Britten-Norman BN-2 Islander
- Cessna 208

## Zwischenfälle
- Am 6. Dezember 2004 stürzte eine Cessna 208B Grand Caravan um 10:20 Uhr elf Kilometer von Bellevue entfernt infolge Bodenberührung ab. Wahrscheinlicher Grund war Vereisung. Die drei (nach anderen Quellen zwei) Besatzungsmitglieder des Frachtfluges kamen dabei ums Leben.[3]